# Hiroki Hirako
Hiroki Hirako (Japans: 平子 裕基,Hirako Hiroki) (Otofuke (Subprefectuur Tokachi), 6 augustus 1982) is een voormalige Japans langebaanschaatser.
Hiroki Hirako is een schaatser met een voorkeur voor de lange afstanden. Bij de Universiade van 2005 haalde hij brons op de 10 kilometer en bij de Aziatische Winterspelen van 2007 in het Chinese Changchun won hij goud op de 5000 meter.
Op het continentale kampioenschap allround laat Hirako al jaren zien een van de beste allrounders van Azië te zijn, deze status heeft hij nog niet om weten te zetten in aansprekende resultaten op het wereldkampioenschap allround, zijn beste prestatie daar is 18e.

## Records

### Persoonlijke records
| Afstand      | Tijd     | Datum            | Baan           |
| ------------ | -------- | ---------------- | -------------- |
| 500 meter    | 37,10    | 8 augustus 2008  | Calgary        |
| 1000 meter   | 1.12,80  | 31 januari 2010  | Calgary        |
| 1500 meter   | 1.47,77  | 9 november 2007  | Salt Lake City |
| 3000 meter   | 3.43,93  | 10 oktober 2008  | Calgary        |
| 5000 meter   | 6.21,98  | 17 november 2007 | Calgary        |
| 10.000 meter | 13.19,64 | 23 november 2008 | Moskou         |

### Wereldrecords
| Nr.  | Afstand                  | Tijd     | Datum           | Baan           |
| ---- | ------------------------ | -------- | --------------- | -------------- |
| jr1. | 5000 meter (junioren)    | 6.31,46  | 3 maart 2001    | Calgary        |
| jr2. | 10.000 meter (junioren)* | 13.09,65 | 15 maart 2001   | Calgary        |
| jr3. | 5000 meter (junioren)    | 6.30,46  | 9 februari 2002 | Salt Lake City |

* = officieus wereldrecord

## Resultaten
| Jaar | Aziatische Winterspelen | Olympische Spelen                      | WK Afstanden                          | WK Allround | CK Azië |
| ---- | ----------------------- | -------------------------------------- | ------------------------------------- | ----------- | ------- |
| 2001 |                         |                                        | 19e 5000m                             |             |         |
| 2002 |                         | 17e 5000m                              |                                       |             |         |
| 2003 |                         |                                        | 22e 5000m 14e 10.000m                 |             | Brons   |
| 2004 |                         |                                        |                                       |             | Goud    |
| 2005 |                         |                                        | 18e 5000m                             | NC18        | 10e     |
| 2006 |                         |                                        |                                       |             | Goud    |
| 2007 | 5000m                   |                                        | 14e 5000m 13e 10.000m                 | NC21        | Zilver  |
| 2008 |                         |                                        | 11e 5000m 8e 10.000m 5e achtervolging | NC19        | Goud    |
| 2009 |                         |                                        | 13e 5000m 9e 10.000m 8e achtervolging | NC18        | Zilver  |
| 2010 |                         | 19e 5000m 11e 10.000m 8e achtervolging |                                       | NC22        | Zilver  |
| 2011 | 5000m · 5000m           |                                        |                                       |             |         |
| 2012 |                         |                                        |                                       |             | Zilver  |

NC# = niet gekwalificeerd voor de laatste afstand, maar wel als # geklasseerd in de eindrangschikking

### Medaillespiegel
| Kampioenschap           | Goud | Zilver | Brons |
| ----------------------- | ---- | ------ | ----- |
| Aziatische Winterspelen | 1    | 0      | 2     |
| CK Azië                 | 2    | 5      | 1     |